# 90 mm działo bezodrzutowe M67
M67 – amerykańskie działo bezodrzutowe kalibru 90 mm opracowane na początku lat 60. XX wieku, wykorzystywane m.in. podczas wojny wietnamskiej, w szczególności do niszczenia fortyfikacji.
Działo przystosowane jest do strzelania pociskami kumulacyjnymi (HEAT) M371A1 i przeciwpiechotnymi (APERS) M590. Długość broni wynosi 1,35 m, a masa około 17 kg (pocisk HEAT – 4,2 kg, APERS – 3,1 kg). Broń odpalana może być z ramienia, bądź z ziemi z wykorzystaniem wbudowanego dwójnogu i monopodu. Donośność wynosi do 2 km (dla pocisków APERS – 200 m), zasięg skuteczny od 400 do 800 m.
M67 wycofane zostało ze służby w US Army do połowy lat 70., zastąpione przez wyrzutnie przeciwpancernych pocisków kierowanych Dragon i TOW. Broń pozostała jednak w magazynach i przywrócona została do służby podczas wojny w Afganistanie. Poza Stanami Zjednoczonymi broń wykorzystywana była m.in. przez armię grecką i południowokoreańską.